# Peter Gamper
Peter Gamper   (Ditzingen, 30 de novembre de 1940) és un atleta alemany, ja retirat, especialista en curses de velocitat, que va competir durant les dècades de 1950 i 1960.
En el seu palmarès destaquen dues medalles al Campionat d'Europa d'atletisme 1962, d'or en els 4×100 metres, formant equip amb Klaus Ulonska, Hans-Joachim Bender i Manfred Germar, i de bronze en els 100 metres, rere els francesos Claude Piquemal i Jocelyn Delecour. Va ser campió d'Alemanya Occidental en el relleu de 4x100 metres el 1965, 1966 i 1967.

## Millors marques
- 100 metres. 10.2" (1962)[4]